# خوزه ماریو واز
ژوزه ماریو واز (انگلیسی: José Mário Vaz؛ زادهٔ ۱۰ دسامبر ۱۹۵۷) سیاستمدار اهل گینه بیسائو و رئیس‌جمهوری این کشور بین ژوئن ۲۰۱۴ تا فوریه ۲۰۲۰ بود.
او پیش از کودتای سال ۲۰۱۲ و در زمان ریاست‌جمهوری مالام باکای سانها، رئیس‌جمهوری وقت، وزیر دارایی گینه بیسائو بود.